# Gīlākajān
Gīlākajān (persiska: Gīlākjān, گیلاکجان) är en ort i Iran.   Den ligger i provinsen Gilan, i den norra delen av landet, 180 km nordväst om huvudstaden Teheran. Antalet invånare är 720.
Terrängen runt Gīlākajān är platt åt nordost, men åt sydväst är den kuperad.  Närmaste större samhälle är Rūdsar, 7,8 km nordväst om Gīlākajān. 